# Djelgodji
Djelgodji war ein Emirat der Fulbe mit der Hauptstadt Djibo. Das Gebiet liegt im Norden des heutigen Burkina Faso in der Sahelzone. Im Süden grenzte Djelgodji an das Mossi-Reich Yatenga, nordwestlich an Massina und im Osten an das Emirat von Liptako.